# Aloyse Kobès
Aloyse Kobès (1820-1872) – également connu sous le nom de Mgr Kobès – est un évêque catholique français, membre de la congrégation du Saint-Esprit. Il fut le premier vicaire apostolique de Sénégambie (actuel Sénégal) de 1863 à 1872. Il organisa la christianisation dans la colonie, y multiplia et développa les postes de mission et fonda deux congrégations, les Filles du Saint-Cœur de Marie et les Frères de Saint-Joseph.

## Biographie
Il est né le 17 avril 1820 à Fessenheim-le-Bas (Bas-Rhin), fils de Jean Kobès et Madeleine Braun, couple de paysans du Kochersberg. Il entre au Grand Séminaire de Strasbourg en 1840 et est ordonné prêtre le 21 décembre 1844. Il y rencontre le père François Libermann, fondateur de la Société du Saint-Cœur de Marie, grâce à qui il découvre sa vocation de missionnaire en Afrique. Il entre au noviciat de François Libermann à Neuville-les-Amiens en 1846. Le 22 septembre 1848, le pape le nomme coadjuteur du vicaire apostolique des Deux-Guinées. Il est sacré le 30 novembre 1848 dans la cathédrale de Strasbourg et devient le plus jeune évêque de l'Église catholique au XIXe siècle. En mars 1849, il débarque au Sénégal en vue de développer sa mission. Il crée la Mission Saint-Joseph de Ngazobil en 1850, avec créations d'écoles primaires, professionnelles, d'un collège, une imprimerie, d'ateliers d'artisanat, le développement de productions agricoles. Il ouvrit un noviciat et un Grand séminaire pour former un clergé africain. Le 24 mai 1858 il fonde les Filles du Saint-Cœur de Marie, et les Frères de Saint-Joseph en 1865. Ces deux congrégations furent les premières congrégations autochtones d'Afrique. Le Sénat français le félicita en 1863 pour ses réalisations, et Napoléon III le décora de la Légion d'Honneur en 1864.
Aloyse Kobes parlait le sérère, le soninké et le wolof. Il publie, dès 1865, des "Principes de la langue wolof par un missionnaire". En 1866, il publie son Dictionnaire Français-Wolof et Wolof-Français. La Grammaire de langue wolof sera enfin publiée sur l’imprimerie de mission de Saint Joseph de Ngasobil en 1869.
Il meurt le 11 octobre 1872 à Dakar.
Un établissement scolaire français porte son nom l'"Ecole Aloys Kobès" à Dakar

## Distinction
- Chevalier de la Légion d'honneur (13 aout 1864)[5]